# IONISx
IONISx é uma empresa de tecnologia educacional francês, com sede em Paris, e fundada pelos IONIS Education Group.
Em 2013, a IONISx anunciou parceria com mais 8 universidades.
Os cursos são disponibilizados no formato on-demand ou em períodos específicos (a critério da instituição provedora). Todos os cursos são gratuitos mas o aluno pode optar por pagar uma taxa para obter um certificado autenticado.
O IONISx também conta com um aplicativo para iOS e Android, e possibilita gravar os conteúdos para acesso offline. Existem fóruns de discussão, e sua identidade é checada toda vez que é necessário entregar um projeto.
Também existe a oferta de qualificações : Master of Business Administration, Design, Informática.
A grande maioria dos cursos estão disponíveis em francês.

## Universidades participantes
Atualmente existem 8 universidades em parceria com a IONISx.
| País   | Universidades |
| ------ | --- |
| França | - ISG Business School - ISEFAC Bachelor - EPITA - European Institute of Technology - Institut polytechnique des sciences avancées - E-Artsup - Sup'Internet - ETNA |